# Кривцов Микола Іванович
Микола Іванович Кривцов (3 вересня 1945 — 25 листопада 2011) — радянський і російський учений-апіолог, фахівець в області селекції, генетики та розведення бджіл. Доктор сільськогосподарських наук (1992), професор (1995), академік РАСГН (2007, членкор 2001). З 1988 року директор НДІ бджільництва (РФ). Лауреат Державної премії РФ в області науки і техніки (2000) і премії Уряду РФ в галузі освіти (2004).
Закінчив з відзнакою Орловський державний педагогічний інститут (1970).
Почесний працівник АПК Російської Федерації.
Заслужений діяч науки РФ (2011).
Автор робіт по апітерапії.